# Liste der Monuments historiques in Villers-le-Lac
Die Liste der Monuments historiques in Villers-le-Lac führt die Monuments historiques in der französischen Gemeinde Villers-le-Lac auf.

## Liste der Immobilien
| Bezeichnung                   | Beschreibung                  | Standort                                                           | Kennzeichnung | Schutzstatus | Datum | Bild           |
| ----------------------------- | ----------------------------- | ------------------------------------------------------------------ | ------------- | ------------ | ----- | -------------- |
| Kapelle St-Joseph             | zwischen 1682 und 1690 erbaut | Les Bassots, rue de la Chapelle (Lage)                             | PA00101735    | Inscrit      | 1979  | weitere Bilder |
| Abri de la Roche aux Pêcheurs | vorgeschichtlicher Fundplatz  | Chaillexon, östlich des Ortes am Ufer des Lac de Chaillexon (Lage) | PA00101736    | Classé       | 1927  |                |
| Ferme sur la Roche            | Bauernhof, 1777/78 erbaut     | 20 sur la Roche (Lage)                                             | PA25000026    | Inscrit      | 2001  |                |

## Liste der Objekte
| Bezeichnung                                                     | Beschreibung | Standort                                                          | Kennzeichnung | Schutzstatus | Datum | Bild |
| --------------------------------------------------------------- | --- | ----------------------------------------------------------------- | ------------- | ------------ | ----- | ---- |
| Skulptur Madonna mit Kind                                       | Marmor, 17. Jahrhundert, Pierre-Étienne Monnot zugeschrieben | Villers-le-Lac, in der Kirche Nativité-de-St-Jean-Baptiste (Lage) | PM25001429    | Classé       | 1898  |      |
| Taufaltar                                                       | Retabel; Eichenholz, 18. Jahrhundert | Villers-le-Lac, in der Kirche Nativité-de-St-Jean-Baptiste (Lage) | PM25001430    | Classé       | 1975  |      |
| Kruzifix                                                        | Holz, farbig gefasst und vergoldet, 18. oder 19. Jahrhundert | Le Pissoux, in der Kirche Ste-Marie-aux-Neiges (Lage)             | PM25001431    | Classé       | 1975  |      |
| Kruzifix                                                        | Elfenbein, Holz, farbig gefasst und vergoldet, 18. Jahrhundert | Les Bassots, in der Kapelle St-Joseph (Lage)                      | PM25001432    | Classé       | 1975  |      |
| Gemälde Porträt von Isabelle Binétruy del Corral                | Ölfarbe auf Leinwand, Holzrahmen, bezeichnet 1685 | Les Bassots, in der Kapelle St-Joseph (Lage)                      | PM25001433    | Classé       | 1975  |      |
| Monstranz                                                       | Silber, um 1705 | Les Bassots, in der Kapelle St-Joseph (Lage)                      | PM25001434    | Classé       | 1975  |      |
| Gemälde Porträt von Claude Binétruy                             | Ölfarbe auf Leinwand, Holzrahmen, bezeichnet 1685 | Les Bassots, in der Kapelle St-Joseph (Lage)                      | PM25001435    | Classé       | 1975  |      |
| Claudiusaltar                                                   | linker Seitenaltar; Altartisch, Retabel und Skulptur; Holz, farbig gefasst und vergoldet, um 1685                                                                    | Les Bassots, in der Kapelle St-Joseph (Lage)                      | PM25001436    | Classé       | 1975  |      |
| Nikolausaltar                                                   | rechter Seitenaltar; Altartisch, Retabel und Skulptur; Holz, farbig gefasst und vergoldet, um 1685                                                                   | Les Bassots, in der Kapelle St-Joseph (Lage)                      | PM25001437    | Classé       | 1975  |      |
| Gedenkstein an die Grundsteinlegung und die Stiftung von Messen | Stein, um 1685 | Les Bassots, in der Kapelle St-Joseph (Lage)                      | PM25001438    | Classé       | 1975  |      |
| Zwei Sakristeischränke                                          | Holz, farbig gefasst und vergoldet, um 1685 | Les Bassots, in der Kapelle St-Joseph (Lage)                      | PM25001439    | Classé       | 1975  |      |
| Kirchenstuhl                                                    | Holz, farbig gefasst und vergoldet, um 1685 | Les Bassots, in der Kapelle St-Joseph (Lage)                      | PM25001440    | Classé       | 1975  |      |
| Sechs Altarleuchter                                             | Holz, vergoldet, 18. Jahrhundert | Les Bassots, in der Kapelle St-Joseph (Lage)                      | PM25001481    | Classé       | 1975  |      |
| Hauptaltar                                                      | Altartisch, Altaraufbau, Tabernakel, Retabel, vier Skulpturen und zwei Sakristeitüren; Holz, farbig gefasst und vergoldet, um 1685                                   | Les Bassots, in der Kapelle St-Joseph (Lage)                      | PM25001734    | Classé       | 1975  |      |
| Skulptur Johannes Evangelist                                    | Teil einer Kreuzigungsgruppe; Holz, farbig gefasst, 17. Jahrhundert; im Pfarrhaus deponiert                                                                          | Villers-le-Lac, in der Kirche Nativité-de-St-Jean-Baptiste (Lage) | PM25002451    | Inscrit      | 1975  |      |
| Skulptur eines Bischofs                                         | Holz, farbig gefasst, 17. Jahrhundert; im Pfarrhaus deponiert | Villers-le-Lac, in der Kirche Nativité-de-St-Jean-Baptiste (Lage) | PM25002452    | Inscrit      | 1975  |      |
| Marienaltar                                                     | linker Seitenaltar; Altartisch, Altaraufbau, Skulptur und vier Kerzenständer; Holz, farbig gefasst und vergoldet, 17. bis 20. Jahrhundert; 1985 durch Brand zerstört | Le Chauffaud, in der Kirche St-François-de-Sales (Lage)           | PM25002453    | Inscrit      | 1975  |      |
| Zelebrantenbank                                                 | Tannenholz, 18. Jahrhundert | Les Bassots, in der Kapelle St-Joseph (Lage)                      | PM25002454    | Inscrit      | 1975  |      |
| Gemälde Der heilige Karl Borromäus sucht die Pestkranken auf    | Ölfarbe auf Leinwand, Holzrahmen, um 1800; nach Pierre Mignard | Les Bassots, in der Kapelle St-Joseph (Lage)                      | PM25002455    | Inscrit      | 1975  |      |
| Gemälde Verkündigungsmadonna                                    | Ölfarbe auf Leinwand, Holzrahmen, um 1700 | Les Bassots, in der Kapelle St-Joseph (Lage)                      | PM25002456    | Inscrit      | 1975  |      |
| Gemälde Verkündigungsengel                                      | Ölfarbe auf Leinwand, Holzrahmen, um 1700 | Les Bassots, in der Kapelle St-Joseph (Lage)                      | PM25002457    | Inscrit      | 1975  |      |
| Gemälde Heiliger Antonius von Padua                             | Ölfarbe auf Leinwand, Holzrahmen, um 1700 | Les Bassots, in der Kapelle St-Joseph (Lage)                      | PM25002458    | Inscrit      | 1975  |      |
| Gemälde Heiliger Claudius                                       | Ölfarbe auf Leinwand, Holzrahmen, um 1700 | Les Bassots, in der Kapelle St-Joseph (Lage)                      | PM25002459    | Inscrit      | 1975  |      |
| Gemälde Reuiger Petrus                                          | Ölfarbe auf Leinwand, Holzrahmen, um 1700 | Les Bassots, in der Kapelle St-Joseph (Lage)                      | PM25002460    | Inscrit      | 1975  |      |
| Gemälde Jüngstes Gericht                                        | Ölfarbe auf Leinwand, um 1700 | Les Bassots, in der Kapelle St-Joseph (Lage)                      | PM25002461    | Inscrit      | 1975  |      |
| Zwei Reliquienbüsten von Bischöfen                              | Holz, farbig gefasst und vergoldet, um 1700 | Les Bassots, in der Kapelle St-Joseph (Lage)                      | PM25002462    | Inscrit      | 1975  |      |
| Zwei Engelsskulpturen                                           | Holz, farbig gefasst und vergoldet, spätes 17. oder 18. Jahrhundert                                                                                                  | Les Bassots, in der Kapelle St-Joseph (Lage)                      | PM25002463    | Inscrit      | 1975  |      |
| Zwei Skulpturen von musizierenden Engeln                        | Holz, farbig gefasst und vergoldet, spätes 17. oder 18. Jahrhundert                                                                                                  | Les Bassots, in der Kapelle St-Joseph (Lage)                      | PM25002464    | Inscrit      | 1975  |      |
| Zehn Skulpturen                                                 | Holz, farbig gefasst und vergoldet, 18. Jahrhundert | Les Bassots, in der Kapelle St-Joseph (Lage)                      | PM25002465    | Inscrit      | 1975  |      |
| Zwei Reliquienbüsten von weiblichen Heiligen                    | Holz, farbig gefasst und vergoldet, um 1700 | Les Bassots, in der Kapelle St-Joseph (Lage)                      | PM25002466    | Inscrit      | 1975  |      |
| Zwei Reliquiare                                                 | Holz, vergoldet, um 1700 | Les Bassots, in der Kapelle St-Joseph (Lage)                      | PM25002467    | Inscrit      | 1975  |      |
| Vier Altarleuchter                                              | Holz, farbig gefasst, um 1700 | Les Bassots, in der Kapelle St-Joseph (Lage)                      | PM25002468    | Inscrit      | 1975  |      |
| Vier Prozessionsstäbe                                           | Holz, farbig gefasst und vergoldet, 18. oder 19. Jahrhundert | Les Bassots, in der Kapelle St-Joseph (Lage)                      | PM25002469    | Inscrit      | 1975  |      |
| Kanzel                                                          | Eichen- und Tannenholz, 18. Jahrhundert | Le Pissoux, in der Kirche Ste-Marie-aux-Neiges (Lage)             | PM25002477    | Inscrit      | 1975  |      |
| Weihwasserbecken                                                | Kalkstein, bezeichnet 1699 | Le Pissoux, in der Kirche Ste-Marie-aux-Neiges (Lage)             | PM25002478    | Inscrit      | 1975  |      |
| Skulptur Maria immaculata                                       | Holz, farbig gefasst und vergoldet, 19. Jahrhundert | Le Pissoux, in der Kirche Ste-Marie-aux-Neiges (Lage)             | PM25002479    | Inscrit      | 1975  |      |
| Skulptur Heiliger Joseph                                        | Holz, farbig gefasst und vergoldet, 19. Jahrhundert | Le Pissoux, in der Kirche Ste-Marie-aux-Neiges (Lage)             | PM25002480    | Inscrit      | 1975  |      |
| Zwei Skulpturen Putti                                           | Holz, farbig gefasst und vergoldet, 19. Jahrhundert | Le Pissoux, in der Kirche Ste-Marie-aux-Neiges (Lage)             | PM25002481    | Inscrit      | 1975  |      |
| Glocke                                                          | Bronze, 1691 gegossen | Les Bassots, in der Kapelle St-Joseph (Lage)                      | PM25001441    | Classé       | 1942  |      |
| Skulptur Mater dolorosa                                         | Teil einer Kreuzigungsgruppe; Holz, farbig gefasst, 17. Jahrhundert; im Pfarrhaus deponiert                                                                          | Villers-le-Lac, in der Kirche Nativité-de-St-Jean-Baptiste (Lage) | PM25002450    | Inscrit      | 1975  |      |
| Fünf Skulpturen                                                 | Holz, farbig egfasst und vergoldet, 18. Jahrhundert | Les Bassots, in der Kapelle St-Joseph (Lage)                      | PM25002473    | Inscrit      | 1975  |      |